# Homosexualität in Montenegro

Geografische Lage von Montenegro

Homosexualität ist in Montenegro legal, wurde aber in der Vergangenheit kaum in der Öffentlichkeit thematisiert.

## Legalität
Homosexualität wurde in Montenegro im Rahmen der jugoslawischen Rechtsprechung 1977 legalisiert. Im Rahmen des Unabhängigkeitsreferendums von  Montenegro im Jahre 2006 wurden die bestehenden Gesetze zu homosexuellen Handlungen beibehalten. 2010 hat das Parlament ein Antidiskriminierungsgesetz beschlossen, das auch die Ungleichbehandlung aufgrund der sexuellen Orientierung verbietet.

## Anerkennung gleichgeschlechtlicher Partnerschaften
Gleichgeschlechtliche Paare werden seit der Verabschiedung eines Gesetzentwurfes im Juli 2020 im Rahmen einer Lebenspartnerschaft anerkannt.  Eine gleichgeschlechtlichen Ehe besteht nicht.

## Gesellschaftliche Situation
Montenegro gehört mit rund 600.000 Einwohnern zu den kleinsten Ländern Europas. Daher ist eine homosexuelle Community dort im Vergleich zu anderen europäischen Staaten nur in geringem Maß vorhanden. Vorwiegend begrenzt sich die Aktivität von LGBT-Organisationen auf die Hauptstadt Podgorica. Eine im Jahre 2011 geplante Demonstration für die Rechte homosexueller Paare wurde abgesagt. 2013 fand die erste Demonstration für die Rechte homosexueller Menschen („Gay Pride“) im Land statt, an der bis zu 200 Menschen teilnahmen. Am Rande der Demonstration kam es zu Zusammenstößen zwischen der Polizei und „nationalistischen“ Gegendemonstranten. Dabei wurden mehrere Menschen verletzt, etwa 60 Personen wurden verhaftet.